# Radio Sarajevo
Radio Sarajevo je gradska radio stanica koje nudi i live streaming program (slušanje radio programa uživo putem interneta) za svoje slušatelje. Sjedište radija je u Sarajevu.

## Povijest
Radio Sarajevo je osnovan 2005. godine, a cilj je promocija urbane kulture Sarajeva i Bosne i Hercegovine. Emitira na frekvenciji od 90,2 MHz. Dostupan je i kao internetski portal. Osim informacija iz politike, športa i kulture, portal nudi i redovne kolumne Aleksandra Hemona, Miljenka Jergovića, Ahmeda Burića, Zije Dizdarevića, Dragana Bursaća i Elvisa J. Kurtovića, koji je ujedno muzički urednik i svojevrsno zaštitno lice Radio Sarajeva.
Portal Radiosarajevo.ba jedan je od najposjećenijih bosanskohercegovačkih portala, posebno poznat i popularan među studentima i akademskim radnicima.

## Vanjske poveznice
1. ↑  Radio Frekvencije Sarajeva

- Službena stranica Radio Sarajeva